# 29356 Giovarduino
29356 Giovarduino (1995 SY29) là một tiểu hành tinh vành đai chính được phát hiện ngày 25 tháng 9 năm 1995 bởi P. Antolini ở Pleiade Observatory.